# 華寶 (南朝)
华宝，晋陵无锡（今江苏省无锡市）人，东晋南朝人物。
他的父亲华豪，义熙末年戍守长安，华宝当年八岁。临别，华豪对华宝说：“须等到我回来，我为你裹头加冠。”长安被夏国占领，华豪身殁。华宝年至七十岁，不婚不冠，有人问他，他就悲恸号哭一整天，不忍回答。